# Peltula imbricata
Peltula imbricata är en lavart som beskrevs av Filson. Peltula imbricata ingår i släktet Peltula och familjen Peltulaceae.   Inga underarter finns listade i Catalogue of Life.